# Antonio Martusciello
Antonio Martusciello (Napoli, 31 marzo 1962) è un dirigente d'azienda e politico italiano, esponente di Forza Italia, di cui è stato uno dei 26 promotori.

## Biografia
Figlio di Francesco Martusciello, dirigente nazionale della UIL, e di Filomena Elena Capodiferro, è laureato in scienze delle pubbliche amministrazioni.
Nel 1983 entra in Sipra, concessionaria pubblicitaria della Rai, ed è nominato responsabile vendite. Nel 1987 viene assunto in Publitalia '80, di cui diventa presto dirigente.

### Attività politiche
Nel 1994 quando Silvio Berlusconi decide di costruire un nuovo movimento politico, Forza Italia, per strutturarlo e dargli un radicamento territoriale si avvale di diversi dirigenti di Publitalia 80, fra i quali Antonio Martusciello, che si occupa del lancio del partito in Campania. Alle elezioni politiche del 1994 viene eletto deputato per la prima volta. In quella legislatura prende parte alla Commissione Bilancio con l'incarico di Presidente del Comitato Pareri del medesimo organismo parlamentare. Nella stessa legislatura è componente della Commissione per il riordino del sistema radiotelevisivo italiano.
Viene riconfermato deputato nelle elezioni politiche del 1996 nella lista proporzionale di Forza Italia nella Circoscrizione Campania 1. Entra a far parte delle Commissioni Esteri e Commissione parlamentare antimafia. Alle elezioni amministrative del 1997 viene eletto consigliere comunale di Napoli. Dal 1995 al 1998 è consigliere di amministrazione del Regio Teatro San Carlo.
Diviene membro del Comitato di presidenza di Forza Italia e alle successive elezioni politiche del 2001 viene riconfermato deputato nella medesima circoscrizione. È candidato a sindaco di Napoli per la Casa delle Libertà e ottiene il 47% dei consensi, venendo però sconfitto dalla candidata de L'Ulivo Rosa Russo Iervolino.
Nel Governo guidato da Silvio Berlusconi viene nominato dapprima sottosegretario all'Ambiente, poi dal 30 dicembre 2004 è promosso viceministro ai Beni culturali (dicastero di Giuliano Urbani), incarico confermato anche nel successivo Governo Berlusconi (dicastero di Rocco Buttiglione). È nominato da Berlusconi componente della Consulta del Presidente di Forza Italia. Dal 2001 al 2006 è Presidente della Associazione parlamentare di amicizia e cooperazione Italia-Cina.
Nelle elezioni politiche dell'aprile 2006 è di nuovo eletto deputato ed entra a far parte della Commissione Cultura, scienza ed istruzione della Camera.
Dal luglio 2008 ad agosto 2010 ricopre la carica di Presidente di Mistral Air s.r.l., società di proprietà del gruppo Poste Italiane.
Il 26 luglio 2010 è eletto dal Senato della Repubblica commissario dell'Autorità per le Garanzie nelle Comunicazioni, venendo rieletto dalla Camera dei Deputati il 6 giugno 2012.